# Карахобдинський сільський округ
Карахо́бдинський сільський округ (каз. Қарақобда ауылдық округі, рос. Карахобдинский сельский округ) — адміністративна одиниця у складі Алгинського району Актюбінської області Казахстану. Адміністративний центр — село Карахобда.
Населення — 609 осіб (2021; 897 у 2009, 1574 у 1999, 1132 у 1989).
Станом на 1989 рік існувала Карахобдинська сільська рада (села Єрназар, Карахобда, Новосергієвка).

## Склад
До складу округу входять такі населені пункти:
| Населений пункт | Стара назва   | Населення, осіб (1989) | Населення, осіб (1999) | Населення, осіб (2009) | Населення, осіб (2021) |
| --------------- | ------------- | ---------------------- | ---------------------- | ---------------------- | ---------------------- |
| Єрназар, село   | -             | 210                    | 240                    | 131                    | 47                     |
| Карахобда, село | -             | 557                    | 899                    | 540                    | 430                    |
| Кумсай, село    | Новосергієвка | 365                    | 435                    | 226                    | 132                    |